# Horsfieldia penangiana
Espèce
Statut de conservation UICN

 VU pour les deux sous-espèces :
- Horsfieldia penangiana subsp. obtusifolia
- Horsfieldia penangiana subsp. penangiana : Vulnérable

Horsfieldia penangiana est une espèce de plantes du genre Horsfieldia de la famille des Myristicaceae.

## Liste des sous-espèces
Selon Catalogue of Life (10 septembre 2020) :
- sous-espèce Horsfieldia penangiana subsp. obtusifolia
- sous-espèce Horsfieldia penangiana subsp. penangiana